# Venom: Let There Be Carnage
Pour les articles homonymes, voir Venom.
Série Sony's Spider-Man Universe
Venom
(2018) Morbius
(2022)
Série Venom
Venom
(2018) Venom: The Last Dance
(2024)
Pour plus de détails, voir Fiche technique et Distribution.
Venom: Let There Be Carnage ou Venom : Ça va être un carnage au Québec est un film de super-héros américano-chinois réalisé par Andy Serkis et sorti en 2021.
Il s'agit du deuxième film du Sony's Spider-Man Universe après Venom (2018) de Ruben Fleischer (dont il est la suite).
Il est présenté en avant-première à Londres en septembre 2021. Il sort dans quelques pays fin septembre, puis aux États-Unis début octobre.

## Synopsis
En 1996, le jeune Cletus Kasady regarde impuissant son amour, Frances Barrison, être transférée du St. Estes Home for Unwanted Children au Ravencroft Institut. En chemin, elle utilise ses pouvoirs de cri sonique pour s'échapper et attaque le jeune policier Patrick Mulligan. Il tire une balle dans l'œil droit de Barrison, qui tombe du camion, et souffre d'une blessure à l'oreille à cause du cri. À l'insu de Mulligan, qui croit l'avoir tuée, Barrison est emmenée dans l'établissement, qui est adapté contre ses pouvoirs.
De nos jours, Mulligan, maintenant détective, contacte Eddie Brock pour parler à Kasady, devenu un tueur en série qui refuse de parler à quiconque sauf à Eddie. Après la visite, Eddie, grâce à l'aide de Venom, le symbiote qui habite son corps, est en mesure de découvrir où Kasady a caché les corps des victimes ; ce qui donne un grand coup de fouet à sa carrière, provoquant la colère de Mulligan qui a vu le journaliste réussir là où la police a échoué.
Kasady est condamné à mort par injection létale. Eddie est contacté par son ex-fiancée Anne Weying, qui lui dit qu'elle est maintenant fiancée au Dr Dan Lewis, au grand désespoir de Venom. Kasady invite Eddie à assister à son exécution. Cependant, à la suite d'une provocation, Venom attaque Kasady. Ce dernier mord la main d'Eddie, ingérant une petite partie du symbiote. Venom, voulant avoir plus de liberté pour manger les gens, se dispute avec Eddie et se détache de son corps ; ils prennent des chemins différents.
L'exécution de Kasady échoue : l'injection de l'un des produits provoque l'émergence d'un symbiote rouge. Se présentant comme Carnage, il se lance dans une course violente à travers la prison, libérant les détenus, tuant les gardiens et le directeur. Kasady et Carnage concluent alors un accord : Carnage aidera Kasady à libérer Barrison de Ravencroft, et Kasady l'aidera à éliminer Venom.
Mulligan appelle Brock et l'avertit de la situation. En essayant de se mettre à la place de Venom, Eddie inspecte de fond en comble les dessins que le symbiote avait repéré dans la cellule de Kasady. Venom traverse San Francisco tout en sautant de corps en corps lors d'une soirée Halloween. Eddie s'introduire dans les jardins du St. Estes Home for Unwanted Children où il découvre une inscription gravée sur le tronc d'un arbre par Cletus et Frances : leurs initiales dans un cœur. Eddie en informe Mulligan et lui dit que Kasady est probablement à la recherche de Frances, mais le détective en doute, car il la pense morte. À Ravencroft, Kasady libère Barrison. Mulligan et son équipe se rendent à Ravencroft et découvrent avec stupeur qu'Eddie avait raison : Kasady a retrouvé son amour d'enfance.
Mulligan, qui se méfie d'Eddie en raison de ses interactions avec Kasady avant l'apparition de Carnage, l'emmène au poste de police où le journaliste refuse de répondre aux questions de Mulligan et contacte Anne en tant qu'avocate. Eddie lui révèle que Venom s'est séparé de lui et qu'il en a besoin pour combattre Kasady, dont il a découvert qu'il est infecté par un symbiote. Anne trouve Venom et le convainc de pardonner Eddie. Kasady et Barrison se rendent à St. Estes Home et incendient le bâtiment. Après avoir fusionné avec Venom, Anne sort Eddie du poste de police. Eddie et Venom font amende honorable et se réconcilient.
Kasady prend Mulligan en otage et Barrison kidnappe Anne après avoir échoué à trouver Eddie. Barrison donne à Dan des informations sur l'endroit où se trouve Anne, afin que Dan les répète à Eddie et qu'il les rejoignent. Kasady et Barrison prévoient de se marier dans une cathédrale, où ils retiennent leurs otages. Venom apparaît et combat Carnage. Barrison tue apparemment Mulligan avec ses pouvoirs sonores. Venom a du mal à dominer Carnage mais se rend compte que lui et Kasady ne sont pas totalement en symbiose alors que Carnage attaque Barrison pour avoir utilisé ses pouvoirs et ce contre l'avis de Kasady. Venom provoque Barrison pour qu'elle utilise de nouveau ses pouvoirs ; son cri sonique provoque la séparation des deux symbiotes de leurs hôtes alors que la cathédrale s'effondre et qu'une cloche écrase Barrison.
Venom sauve Eddie en le rejoignant avant l'impact. Carnage essaie à nouveau de se lier avec Kasady, mais Venom dévore le symbiote, le tuant. Kasady déclare qu'il voulait juste qu'Eddie soit son ami et Venom lui dévore la tête. Eddie, Venom, Anne et Dan s'enfuient. Sur un échafaudage, Mulligan revient à lui et ouvre ses yeux qui brillent en bleu.
Eddie et Venom décident de prendre des vacances tropicales tout en réfléchissant à leur futur.

### Scène inter-générique
Alors que Venom dévoile à Brock la connaissance des symbiotes d'autres univers, une lumière aveuglante les transporte soudainement de leur chambre d'hôtel à une autre pièce où ils regardent une émission en direct de DailyBugle.net montrant J. Jonah Jameson révélant l'identité de Peter Parker en tant que Spider-Man à la télévision, accusé de la mort de Mystério. Apparemment intéressé, Venom affirme à Eddie qu'il faut retrouver Parker. À ce moment, un homme sort de la salle de bain de la chambre, et quand il voit Eddie, il lui demande ce qu'il fait dans sa chambre, mais Eddie ne sait pas quoi répondre car il n'a aucune idée de ce qu'il se passe.

## Fiche technique
Sauf indication contraire, les informations mentionnées dans cette section peuvent être confirmées par les bases de données cinématographiques IMDb et Allociné,  présentes dans la section « Liens externes ».
- Titre original et français : Venom: Let There Be Carnage
- Titre québécois : Venom : Ça va être un carnage[2]
- Réalisation : Andy Serkis
- Scénario : Kelly Marcel, d'après une histoire de Tom Hardy et Kelly Marcel, d’après le personnage de Venom créé par David Michelinie et Todd McFarlane
- Musique : Marco Beltrami
- Direction artistique : Simon Lamont, Malcolm Stone, Ravi Bansal, Tom Brown, Michael E. Goldman, Troy Sizemore et Hayley Easton Street
- Décors : Oliver Scholl
- Costumes : Joanna Eatwell
- Photographie : Robert Richardson
- Son : Kyle Arzt, Beau Borders, Will Files, Kevin O'Connell, Robert Stambler
- Montage : Maryann Brandon et Stan Salfas
- Production : Avi Arad, Kelly Marcel, Amy Pascal, Tom Hardy[3], Hutch Parker et Matthew Tolmach
  - Production exécutive : Caroline Levy
  - Production déléguée : Ruben Fleischer, Jonathan Cavendish, Barry H. Waldman, Howard Chen[3] et Edward Cheng[3]
  - Coproduction : Barrie Hemsley, K.C. Hodenfield et Angus More Gordon
- Sociétés de production[4] :
  - États-Unis : Marvel Entertainment, Pascal Pictures et Sony Pictures Entertainment
  - Chine : Tencent Pictures
- Sociétés de distribution : Columbia Pictures (États-Unis) ; Sony Pictures Releasing France (France) ; Sony Pictures Releasing Canada (Canada)
- Budget : 110 millions de $[5]
- Pays de production :  États-Unis,  Chine
- Langue originale : anglais
- Format[6] : couleur - D-Cinema / DCP Digital Cinema Package - 1,85:1 (Panavision) - son Dolby Atmos | SDDS | DTS (DTS: X) | Auro 11.1 | Sonics-DDP | IMAX 6-Track
- Genres : action, aventures, science-fiction, thriller, super-héros
- Durée : 97 minutes
- Dates de sortie[7] :
  - États-Unis, Québec : 1er octobre 2021[8]
  - Belgique : 13 octobre 2021[9]
  - France, Suisse romande : 20 octobre 2021[10]
- Classification[11] :
  - États-Unis : accord parental recommandé, film déconseillé aux moins de 13 ans (PG-13 - Parents Strongly Cautioned)[Note 1]
  - Chine : pas de système
  - France : interdit aux moins de 12 ans[12],[Note 2]
  - Belgique : potentiellement préjudiciable jusqu'à 16 ans (KNT/ENA : Kinderen Niet Toegelaten  / Enfants Non Admis)[9],[13],[Note 3]
  - Suisse romande : interdit aux moins de 14 ans[14]
  - Québec : 13 ans et plus (13+ / 13 years and over)[8]

## Distribution
- Tom Hardy (VF : Jérémie Covillault ; VQ : Paul Sarrasin) : Eddie Brock / Venom
- Woody Harrelson (VF : Jérôme Pauwels ; VQ : Louis-Philippe Dandenault) : Cletus Kasady / Carnage
  - Jack Bandeira () : Cletus Kasady (jeune)
- Michelle Williams (VF : Valérie Siclay ; VQ : Pascale Montreuil) : Anne Weying (en)
- Naomie Harris (VF : Annie Milon ; VQ : Catherine Proulx-Lemay) : Frances Louise Barrison / Shriek
  - Olumide Olorunfemi (VF : idem) : Frances Louise Barrison (jeune)
- Stephen Graham (VF : Laurent Maurel ; VQ : Frédéric Desager) : le détective Patrick Mulligan
  - Sean Delaney : Patrick Mulligan (jeune)
- Reid Scott (VF : Eilias Changuel ; VQ : François-Simon Poirier) : Dr Dan Lewis
- Peggy Lu (VF : Heling Li ; VQ : Claudine Chatel) : Mme Chen / She-Venom
- Sian Webber (en) (VF : Anne Deleuze ; VQ : Manon Arsenault) : Dr Camille Pazzo
- Little Simz : elle-même
- Scroobius Pip (en) (VF : Sébastien Ossard) : Siegfried
- Beau Sargent (VF : Françoua Garrigues) : Host Three
- Stewart Alexander (VQ : Christian Perrault): le directeur de la prison
- Larry Olubamiwo (VQ : Jean-François Beaupré) : un gardien de Ravenscroft
- Kristen Simoes : la journaliste TV
- Tom Holland : Peter Parker / Spider-Man (scène post-générique)
- J. K. Simmons (VF : Jean Barney ; VQ : Pierre Chagnon) : J. Jonah Jameson (scène post-générique)
- Stan Lee : caméo sur la première page d'un magazine

Source et légende : Version québécoise (VQ) sur Doublage Québec

## Production

### Genèse et développement
Le développement de cette suite débute en même temps que la production du premier opus. Le personnage de Carnage devait avoir un plus grand rôle dans ce premier volet avant que l'équipe créative ne préfère l'introduire dans un second opus et se concentrer sur l'introduction de Eddie Brock / Venom. Le réalisateur Ruben Fleischer pense qu'utiliser Carnage, soit le pire ennemi de Venom, dans une suite permettrait de placer formidablement la franchise. L'alter ego de Carnage, Cletus Kasady, est ainsi introduit par une scène post-générique à la fin de Venom. Ruben Fleischer choisit Woody Harrelson pour le rôle, voyant une connexion logique avec son interprétation dans Tueurs nés d'Oliver Stone (1994) et après l'avoir dirigé dans Bienvenue à Zombieland (2009). Après une réunion avec le réalisateur et Tom Hardy, l'acteur avait accepté le rôle. En aout 2018, après la sortie de Venom, Tom Hardy confirme avoir signé pour deux autres films.
Très tôt, Sony recherche un nouveau réalisateur à la suite de la non-disponibilité de Ruben Fleischer occupé sur Retour à Zombieland. Le studio a notamment rencontré Andy Serkis, Travis Knight, Rupert Wyatt et Rupert Sanders
. C'est finalement Andy Serkis, connu pour son travail sur la capture de mouvement, qui est choisi en août 2019. En janvier 2019, Sony engage la scénariste Kelly Marcel, déjà co-scénariste du premier opus, pour écrire ce second volet.
Sony et le producteur Matt Tolmach ont très vite envisagé de faire de ce second volet un film classé R-Restricted à la suite des succès des films Logan et Deadpool. Néanmoins, à la suite du succès du premier opus (seulement classé PG-13 - moins de 12 ans en France), la production a fait savoir qu'elle ne chercherait pas à changer le ton de la franchise. Le producteur a également confirmé que ce second volet mettra davantage au premier plan la relation entre Eddie et Venom.

### Attribution des rôles
L'acteur Woody Harrelson qui a accepté d'apparaître dans la scène post-générique du premier opus sans lire le script est le premier annoncé. En novembre 2018, les retours de Tom Hardy, Michelle Williams et Reid Scott sont confirmés. En octobre 2019, l'actrice Naomie Harris rejoint la distribution pour y incarner l'antagoniste et amour de Carnage, Shriek. En décembre 2019, c'est l'acteur Stephen Graham qui est annoncé pour un rôle tenu secret.

### Tournage
Le tournage débute le 15 novembre 2019 dans les Warner Bros. Studios Leavesden en Angleterre, sous le titre de travail de Fillmore,. Certaines scènes sont tournées sur le campus de l'université de South Bank de Londres en janvier 2020. Tom Hardy révèle que les prises de vues en Angleterre sont terminées le 8 février. Des plans d'explosion sont tournés sur l'ancienne base aérienne de Cardington Airfield (en) dans le Bedfordshire.
La production se rend ensuite à San Francisco, où se déroule l'intrigue principale du film. Plusieurs quartiers de la ville sont utilisés : Tenderloin, North Beach, Nob Hill, Marina District ou encore Potrero Hill. À Potrero Hill, les locaux de la Anchor Brewing Company servent à recréer un poste de police. À Nob Hill, la Grace Cathedral est utilisée pendant deux jours. Le Palace of Fine Arts est également utilisé, ainsi que la prison d'État de San Quentin en Californie.

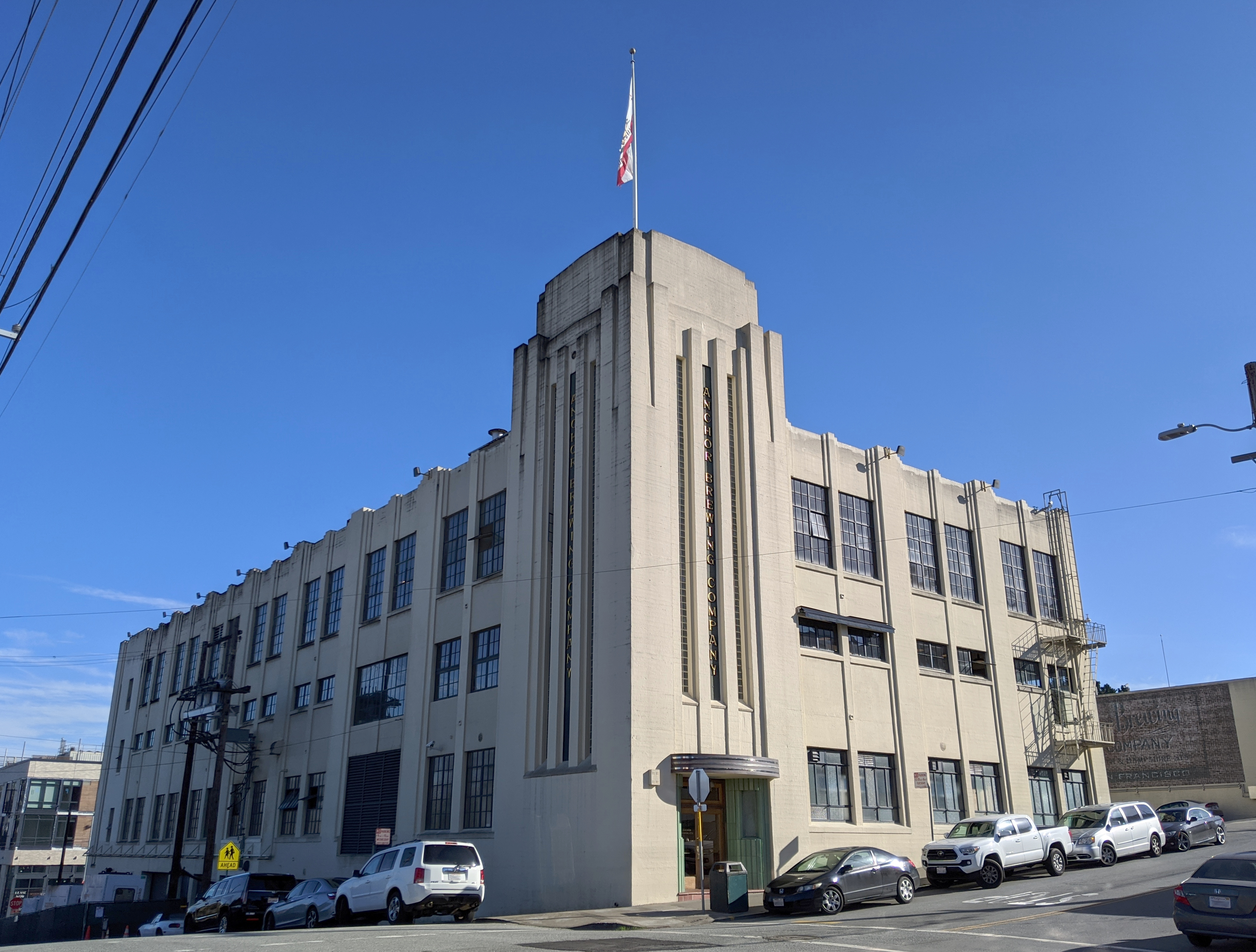
Anchor Brewing Company
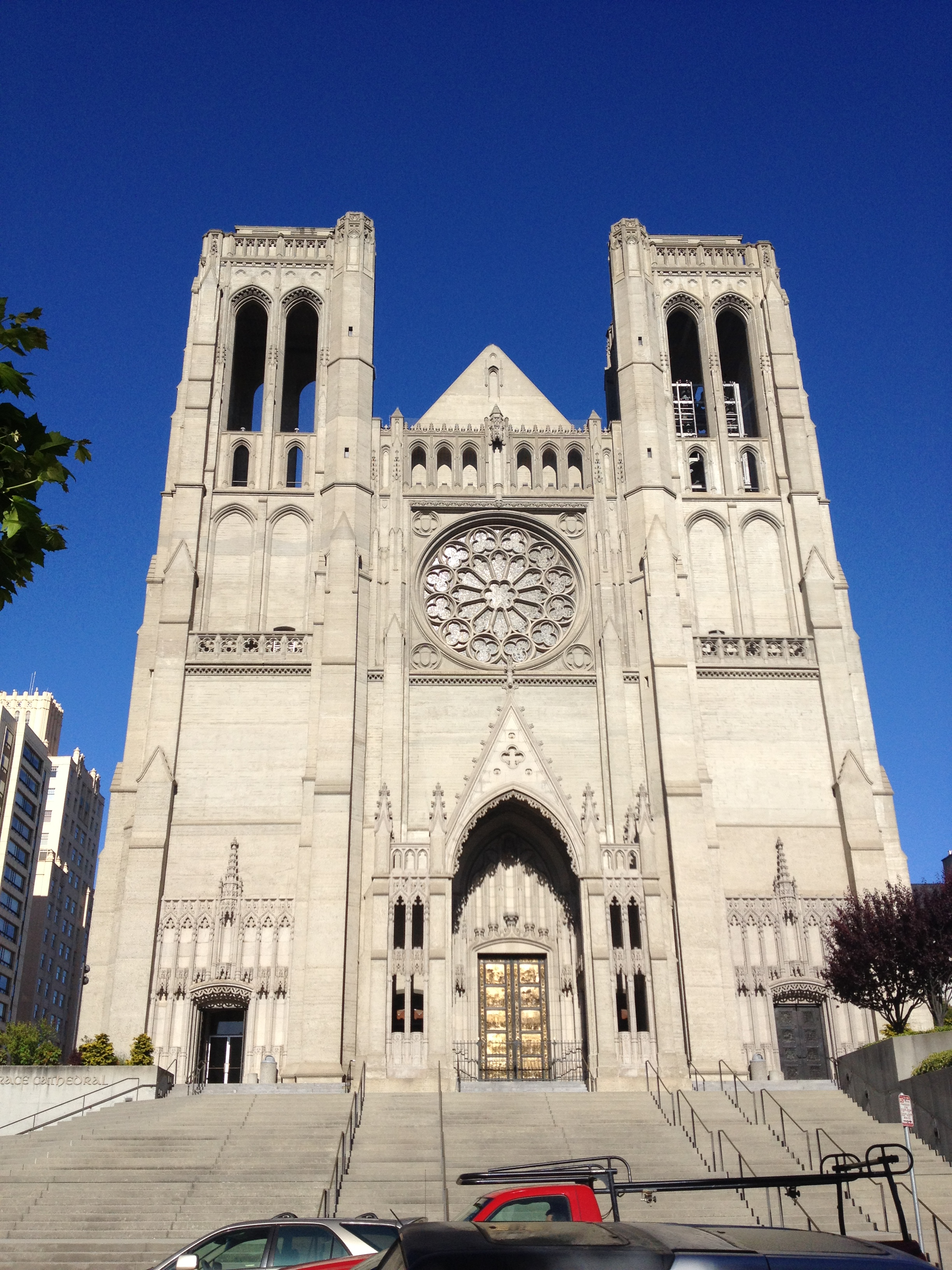
Grace Cathedral
Palace of Fine Arts
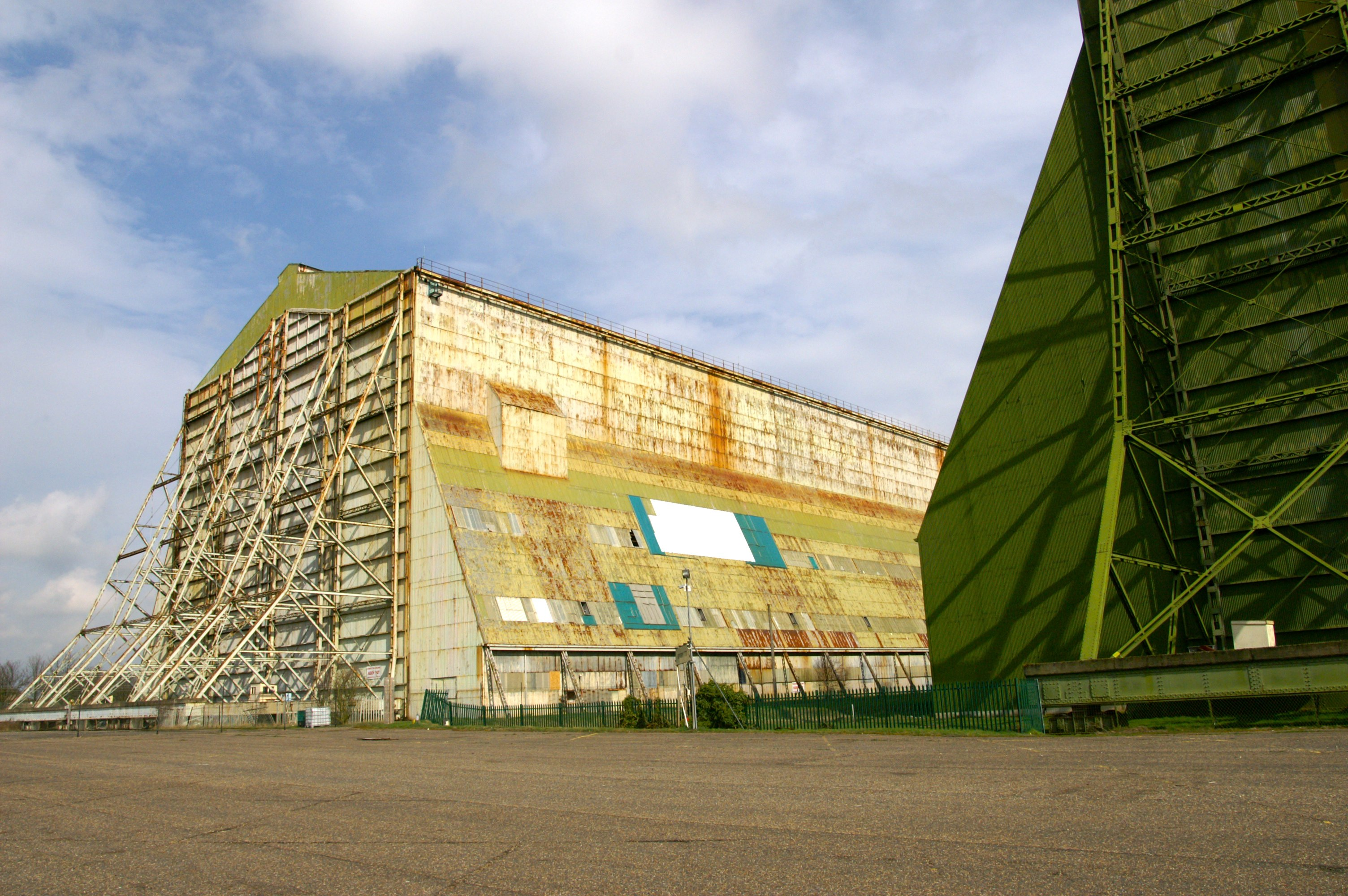
L'ancienne base aérienne de Cardington

## Musique
Marco Beltrami est annoncé comme compositeur en décembre 2020. En septembre 2021, la participation du rappeur Eminem est également révélée. Il avait déjà contribué à une chanson du premier film, également présente sur son album Kamikaze (2018). Eminem participe ici au titre Last One Standing, en collaboration avec Skylar Grey, Polo G et Mozzy. Le titre est dévoilé le 30 septembre 2021.

## Accueil

### Promotion et reports de la date de sortie
Après avoir annoncé le titre officiel du film en avril 2020, Sony a également publié un court teaser avec le logo officiel du film. Le film doit alors sortir le 2 octobre 2020. Le studio tente de conserver cette date de sortie malgré la pandémie de Covid-19, mais plus tard dans le mois, Sony repousse la sortie au 25 juin 2021, en raison de retards liés à la pandémie, mais annonce le titre du film Venom: Let There Be Carnage.
Le réalisateur Andy Serkis estime que ce report donnera plus de temps pour améliorer les effets visuels et s'assurer de la présence du public dans les salles. En mars 2021, la sortie américaine est à nouveau repoussée au 17 septembre 2021, puis au 24 du même mois. En août 2021, le film est annoncé pour le 15 octobre 2021. Après quelques hésitations, Sony décide d'avance la sortie au 1er octobre 2021, rassuré par le succès Shang-Chi et la Légende des Dix Anneaux. En France, il sort le 20 octobre 2021.

### Box-office
| Pays ou région        | Box-office        | Date d'arrêt du box-office | Nombre de semaines |
| --------------------- | ----------------- | -------------------------- | ------------------ |
| États-Unis Canada     | 213 550 366 $     | 27 janvier 2022            | 17                 |
| France                | 1 630 899 entrées | 25 janvier 2022            | 15                 |
| Total hors États-Unis | 293 313 226 $     | 27 janvier 2022            | 17                 |
| Total mondial         | 506 863 592 $     | 27 janvier 2022            | 17                 |

## Distinctions
Entre 2021 et 2022, le film Venom: Let There Be Carnage a été sélectionné 5 fois dans diverses catégories et n'a remporté aucune récompense.

### Nominations
2021
- Association des journalistes cinématographiques de l'Indiana : Meilleures performances de capture vocale / de mouvement pour Tom Hardy.
- Prix du public : Film préféré.

2022
- Société de casting d'Amérique : nommé au Prix Zeitgeist pour Lucy Bevan, Nina Henninger, Emily Brockmann et Sarah Kliban.
- Société des critiques de cinéma d'Hawaii (Hawaii Film Critics Society) : Pire film de l'année.
- Société des effets visuels : Meilleur personnage animé dans une fonction photoréaliste pour Carnage - Richard Spriggs, Ricardo Silva, Lucas Manuel Cuenca et Federico Frassinelli.

## Analyse
- Les poules dans l'appartement d'Eddie Brock sont nommées par lui et Venom : Sonny and Cher.

## Autour du film

### Sony's Spider-Man Universe
Le Sony's Spider-Man Universe est un ensemble de spin-offs basé sur des personnages Marvel autour de Spider-Man et créé par Sony Pictures. Cet univers cinématographique débute en 2018 avec la sortie du film Venom réalisé par Ruben Fleisher avec Tom Hardy dans le rôle-titre. Le film se concentre sur l'un des principaux antagonistes de Spider-Man : le symbiote Venom.
Venom : Let There Be Carnage réalisé par Andy Serkis est le second film du Sony's Spider-Man Universe,.
Morbius, le long-métrage centré sur le vampire Michael Morbius, un autre adversaire récurrent de Spider-Man sort dans les salles obscures en mars 2022. Le film est un échec critique et commercial,.
Madame Web, le long-métrage avec Dakota Johnson qui interprète Cassandra Webb sort en février 2024. C'est le quatrième film du Sony's Spider-Man Universe. Le film est une déception critique et reçoit de mauvais résultats au box-office,,.
Kraven le chasseur, le cinquième film du Sony's Spider-Man Universe dont les acteurs Aaron Taylor-Johnson et Russell Crowe figurent au casting est attendu pour l'été 2024. Le film est basé sur Kraven, le redoutable chasseur de l'univers Marvel.

### Suite
Tom Hardy a confirmé en août 2018 qu'il avait également signé pour jouer dans un troisième film.